# Michel Vial
Michel Vial (1944. szeptember 29. –) francia rali-navigátor.

## Pályafutása
1973 és 1984 között összesen negyvenöt világbajnoki versenyen navigált.
Két futamgyőzelmet is szerzett a világbajnokságon; Jean-Pierre Nicolas társaként az 1973-as, Jean-Luc Thérier navigátoraként pedig az 1980-as Korzika-ralin lett első.

### Rali-világbajnoki győzelmei
| #  | Dátum               | Rali         | Versenyző           | Autó                     | Összefoglaló |
| -- | ------------------- | ------------ | ------------------- | ------------------------ | ------------ |
| 1. | 1973. december 1-2  | Korzika-rali | Jean-Pierre Nicolas | Alpine-Renault A110 1800 | Összefoglaló |
| 2. | 1980. október 24-25 | Korzika-rali | Jean-Luc Thérier    | Porsche 911 SC           | Összefoglaló |